# Afroneta longipalpis
Afroneta longipalpis là một loài nhện trong họ Linyphiidae.
Loài này thuộc chi Afroneta. Afroneta longipalpis được Ledoux & Attié miêu tả năm 2008. Loài này là đặc hữu của Réunion và sống trong các khu rừng mưa ở độ cao trên 800 m.